# Avenija Paulista
Avenija Paulista (portugalsko Avenida Paulista) pri čemer je Paulista demonim za tiste, rojene v zvezni državi São Paulo) je ena izmed najpomembnejših avenij v São Paulu v Braziliji. Dolga je 2,8 km in poteka med ulico Consolação ter avenijo Bernadino de Campos v smeri severozahod – jugovzhod. Ob aveniji so sedeži številnih kulturnih in finančnih podjetij oz. organizacij. Kot simbol mesta in njegove ekonomske moči je bila avenija točka zanimanja in mesto veči protestov od leta 1921. Tu je tudi obsežno nakupovalno območje in najobsežnejši muzej likovne umetnosti v Južni Ameriki, Muzej umetnosti, São Paulo. Ker je ena najvišjih točk v São Paulu, je združena z radijskimi in televizijskimi stebri, predvsem s TV Gazeta. Avenija Paulista je glavno vozlišče podzemne železnice in avtobusnih prog v mestu.

## Pregled

### Gradnja
Avenijo Paulista je leta 1891 zgradil Joaquim Eugênio de Lima (1845-1902), urugvajsko-brazilski gradbeni inženir. Nekoč stanovanjska soseska, ki jo obdajajo razkošno okrašeni dvorci z arabeskami in evropskimi temami mestnih kavarn in podjetnikov, kot je družina Matarazzo. Paulista Avenue Number One je pripadala družini Von Bülow, ustanoviteljem in upravljavcem pivovarne Antarctica. Leta 1909 je postala prva tlakovana ulica v São Paulu. Za dokončanje projekta je bil iz Nemčije uvožen asfalt.
Glavni načrt za avenijo z naslovom Plano de Avenida je zasnoval župan Francisco Prestes Maia leta 1930 v času režima predsednika Getúlia Vargasa. Temeljil je na glavnem načrtu Davida Burnhama za Chicago in poskušal nadzorovati urbano rast São Paula. Načrt je spodbujal decentralizacijo mestnih območij, razvoj avtomobilskih poti in gradnjo nizkocenovnih stanovanj z visoko gostoto. Prva večnadstropna stavba na aveniji je bila sedemnadstropna zgradba na vogalu Paulista in Frei Caneca, zgrajena leta 1939. Najpomembnejša od tistih, ki še danes stojijo, je Casa das Rosas, blizu Praça Osvaldo Cruz v na samem začetku dolge avenije. V poznih 1980-ih so ga spremenili v kulturni center. Hiša ima oljne/hidravlične radiatorje, razkošje, ki si ga lahko privošči le milijonar.

### Posodobitev
Avenija Paulista je bila v 1950-ih deležna obsežne prenove in vertikalizacije, trenda, ki je sledil viziji predsednika Juscelina Kubitscheka o hitri gospodarski širitvi Brazilije. Gradbeniki so pritiskali na zakonodajalce, naj dovolijo odstranitev neoklasicističnih, hindujskih in bližnjevzhodnih struktur vzdolž ulice. Te in druge stavbe so čez noč porušili, da bi se izognili ljudskemu odporu.] Avenija je postala dom finančnih institucij in postala simbol gospodarske moči države São Paulo. Koncentracija trgovine na aveniji Paulista v 1950-ih je na to območje pritegnila novo populacijo prebivalcev srednjega razreda, oboje na račun zgodovinskega središča mesta. Sprememba gospodarskega, socialnega in kulturnega statusa São Paula, kot ga ponazarja avenija Paulista, je pritegnila migracije iz revnejših območij Brazilije in kasnejši pojav favel na obrobju mesta.
Avenija Paulista je bila znova podvržena pomembni strukturni prenovi leta 1972. Glavni načrt Novo Paulista župana Joséja Vicenteja Faria Lime je bistveno povečal zmogljivost vozil z 20.000 vozil na dan na več kot 100.000 trenutno. Vsa drevesa vzdolž drevoreda, ki jih je bilo 182 na desni in 140 na levi, so razglasili za bele oči in drevesa odstranili, da bi se prilagodili povečanju prometnih poti. Trenutna drevesa v drevoredu, ki jih je 390, so rezultat ponovne zasaditve med letoma 2007 in 2008.

## Promet
Ocenjuje se, da več kot 800.000 dnevnih migrantov dnevno prečka Avenida Paulista. Avenijo oskrbuje sistem mestne podzemne železnice, pri čemer linija 2 (zelena proga) Metrô (sistem podzemne železnice v São Paulu) poteka pod avenijo od enega konca do drugega. Ta proga povezuje vzhodno in zahodno stran metropole s prestopi na linijo 1 (modra proga), linijo 4 (rumena proga), linijo podzemne železnice 5 (lila proga) na južno stran, železniško linijo 10 (turkizna proga). ) in enotirna proga 15 (Silver Line).

## Zanimivosti
Paulista je dom majhnega domačega gozdnega parka, Parque Siqueira Campos, običajno imenovanega Trianon, in Muzeja umetnosti São Paulo (MASP - Museu de Arte de São Paulo). MASP ni znan le po odlični zbirki evropskih in nacionalnih slik, skic in kipov Renoirja, Picassa in modernističnih brazilskih avtorjev, ampak tudi po sodobni arhitekturi svojih stavb, katere razstavna soba je izdelana iz enega bloka betona in steklena okna, obešena in podprta z dvema navpičnima betonskima stebroma, tako da pogled na avenijo 9 de Julho in gorovje Cantareira severno od tod ni pokvarjen. Prazen prostor ali obok, pokrit s tlakovci, se uporablja za Feira de Antiguidade – sejem starin – vsako nedeljo, odprte filmske projekcije in druge kulturne in javne prireditve. MASP, ki ga je leta 1968 posvetila britanska kraljica Elizabeta II., je zaradi skladnosti mestna znamenitost.
Na tej aveniji vsako leto poteka parada ponosa LGBT v São Paulu maja/junija, ki je največja na svetu, in dirka Saint Silvester Road Race na silvestrovo. Paulista je tudi oder na praznovanjih lokalnih nogometnih ekip, svetovnem prvenstvu in političnih demonstracijah.
Avenija je znana tudi po odličnih zasebnih šolah, kot je dekliška šola Maria Imaculada; anglikanska šola svetega Pavla; Zasebna šola Dante Alighieri, Alumni English Language Institute, Univerza in šola São Luis, Casa di Cultura Italiana in pripravljalna šola Objetivo. Javna šola Rodrigues Alves, pred bolnišnico Santa Catarina, je v rumeni neoklasicistični stavbi.
Na aveniji Paulista se vrstijo številni kulturni centri. Centro Cultural Itaú blizu Casa das Rosas v Paraisu je razstavni prostor; Centro Cultural FIESP/CIESP je razstavni prostor umetnosti in obrti. V Centro Cultural FIESP/CIESP je tudi Teatro Brasileiro de Comedia, ki deli brezplačne vstopnice za svoje tedenske predstave. Nekatere izmed najboljših bolnišnic v São Paulu so na območju avenije Paulista; vključujejo bolnišnice Alemão Osvaldo Cruz, Paulistano, Clínicas, Emilio Ribas in Beneficência Portuguesa. Obsežna nakupovalna središča na ulici, med katerimi so nekatera zdaj označena kot zgodovinske stavbe, vključujejo Centre Três, Conjunto Nacional, Grande Avenida, Gazeta, Top Center in Shopping Pátio Paulista. Znani so po svojih kavarnah, internetnih zmogljivostih, restavracijah, lokalih za malico, trgovinah in kinodvoranah. Nekateri preostali zgodovinski dvorci in banke so med božično sezono okrašeni in pritegnejo množice na fotografiranje.